# Drömberättelse

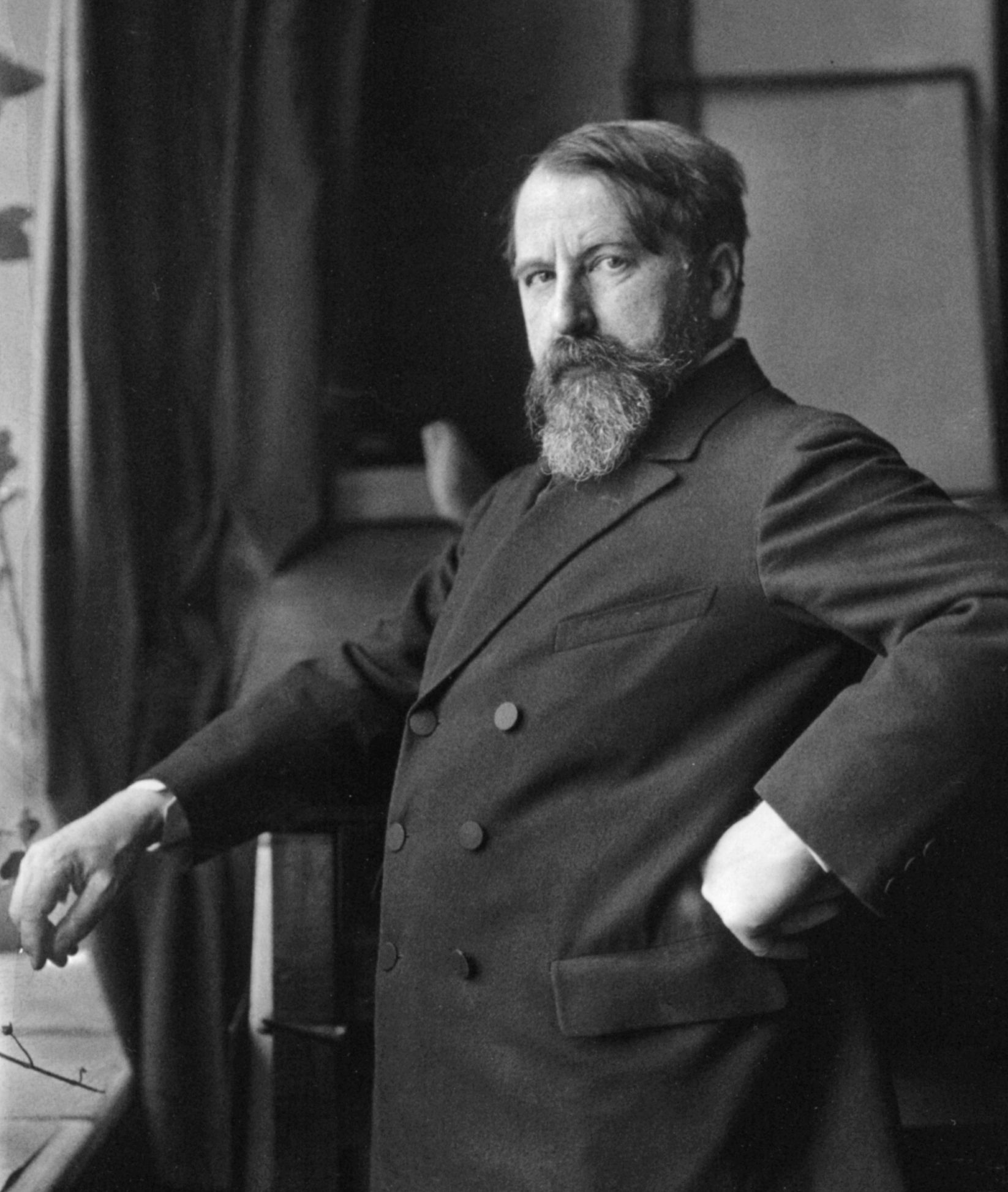
Arthur Schnitzler.

Drömberättelse (tysk originaltitel: Traumnovelle) är en novell från 1926 av den österrikiske författaren Arthur Schnitzler. På svenska kom en översättning 1999 av Ulrika Wallenström på Albert Bonniers förlag.
Novellen låg till grund för filmen Eyes Wide Shut av Stanley Kubrick från 1999 med Tom Cruise och Nicole Kidman i huvudrollerna.